# Seleção Guatemalteca de Futebol
A Seleção Guatemalteca de Futebol representa a Guatemala nas competições de futebol da FIFA.
A Guatemala possui como melhor resultado no futebol, campeã da Copa Centroamericana de 2001 e um 4º lugar na Copa Ouro da CONCACAF de 1996. Além disso foi medalha de bronze nos Jogos Pan-Americanos de 1983.
Nunca se classificou para uma Copa do Mundo, apesar de ter feito um surpreendente desempenho na fase final das eliminatórias para a Copa de 2006, na Alemanha, ficando apenas 2 pontos atrás de Trinidad e Tobago, que conquistou a vaga para disputar a repescagem contra o Bahrein.
Em 2012, a Federación Nacional de Fútbol de Guatemala anunciou o banimento de 3 jogadores da seleção: Guillermo Ramírez, Yony Flores e Gustavo Cabrera, que já estavam suspensos desde junho, após o envolvimento deles num esquema de armação de resultados nas partidas contra Costa Rica e Venezuela, e 2 anos depois o órgão foi suspenso pela FIFA, que nomeou um comitê para investigar alegações de corrupção na FEDEFUT, A suspensão foi encerrada em maio de 2018.

## Copa Ouro da CONCACAF
O melhor resultado da Guatemala na Copa Ouro da CONCACAF foi um quarto lugar na edição de 1996. Na primeira fase da competição, foi derrotada pelo México por 1 - 0 e bateu São Vicente e Granadinas pelo placar de 3 - 0, com gols de Juan Manuel Funes, Edwin Westphal e Martín Machón. Nas semifinais, novamente perdeu para o México por 1 - 0, e na disputa pela 3ª colocação foi vencida pelos Estados Unidos por 3 - 0.

## Campeonato da CONCACAF
A Guatemala ganhou o Campeonato da CONCACAF (precursora da Copa Ouro) em 1967. É até hoje o único título de destaque da equipe.

## Desempenho em Copas do Mundo
- 1930 a 1954: Não se inscreveu.
- 1958 a 1962: Não se classificou.
- 1966: Inscrição negada.
- 1970 a 2022: Não se classificou.

## Desempenho na Copa Ouro
- 1991: Primeira Fase
- 1993: Não disputou
- 1996: Quarto lugar
- 1998: Primeira Fase
- 2000: Primeira Fase
- 2002: Primeira Fase
- 2003: Primeira Fase
- 2005: Primeira Fase
- 2007: Quartas de final
- 2009: Não disputou
- 2011: Quartas de final
- 2013: Não disputou
- 2015: Primeira Fase
- 2017 a 2019: Desclassificada nas eliminatórias, devido a uma suspensão imposta pela FIFA
- 2021: Primeira Fase
- 2023: Quartas de final

## Recordes
27 de março de 2021
- Nota 1: Jogadores em negrito ainda em atividade pela Seleção Guatemalteca.
- Nota 2: Jogadores com * banidos do futebol por envolvimento em manipulação de resultados.[6].

| #  | Jogador               | Partidas | Gols | Em atividade |
| -- | --------------------- | -------- | ---- | ------------ |
| 1  | Carlos Ruiz           | 133      | 68   | 1998–2016    |
| 2  | Guillermo Ramírez *   | 106      | 16   | 1997–2012    |
| 3  | Gustavo Cabrera *     | 104      | 2    | 2000–2012    |
| 4  | Fredy Thompson        | 96       | 3    | 2001–2012    |
| 5  | Juan Carlos Plata     | 87       | 35   | 1996–2010    |
| 6  | Gonzalo Romero        | 83       | 9    | 2000–2012    |
| 7  | Julio Girón           | 82       | 0    | 1992–2003    |
| 8  | Edgar Estrada         | 80       | 0    | 1995–2003    |
| 8  | José Manuel Contreras | 80       | 5    | 2003–2013    |
| 10 | Mario Rodríguez       | 79       | 10   | 2006–        |

| #  | Jogador               | Gols | Partidas | Média por jogo | Em atividade |
| -- | --------------------- | ---- | -------- | -------------- | ------------ |
| 1  | Carlos Ruiz           | 68   | 133      | 0.51           | 1998–2016    |
| 2  | Juan Carlos Plata     | 35   | 87       | 2.49           | 1996–2006    |
| 3  | Carlos Toledo         | 25   | –        | –              | 1943–1953    |
| 4  | Mario Camposeco       | 23   | –        | –              | 1943–1951    |
| 4  | Freddy García         | 23   | 73       | 3.17           | 1998–2012    |
| 6  | Óscar Enrique Sánchez | 19   | –        | –              | 1976–1990    |
| 7  | Edwin Westphal        | 16   | 47       | 0.34           | 2000–2012    |
| 7  | Dwight Pezzarossi     | 16   | 72       | 0.22           | 1985–1998    |
| 7  | Guillermo Ramírez *   | 16   | 106      | 0.15           | 1997–2012    |
| 10 | Juan Manuel Funes     | 15   | 66       | 0.23           | 1985–2000    |

## Treinadores
| Nome                                         | Período na Seleção |
| -------------------------------------------- | ------------------ |
| Roberto Figueredo                            | 1930               |
| Günther Bruno Edelman                        | 1934               |
| Jimmy Elliott                                | 1935               |
| Manuel Felipe Carrera                        | 1943               |
| Juan Francisco Aguirre Manuel Felipe Carrera | 1946               |
| José Alberto Cevasco                         | 1948               |
| Enrique Palomini                             | 1950               |
| Juan Francisco Aguirre                       | 1953               |
| Alfredo Cuevas                               | 1955–1957          |
| José Casés Penadés                           | 1960               |
| José Alberto Cevasco                         | 1960–1961          |
| Lorenzo Ausina Tur                           | 1963               |
| César Viccino                                | 1965               |
| Rubén Amorín                                 | 1967               |
| César Viccino                                | 1968–1969          |
| Lorenzo Ausina Tur                           | 1969               |
| Carmelo Faraone                              | 1971               |
| Afro Geronazzo                               | 1971–1972          |
| Rubén Amorín                                 | 1972               |
| Néstor Valdez Moraga                         | 1972               |
| Rubén Amorín                                 | 1976               |
| Carlos Cavagnaro                             | 1976               |
| Carlos Wellmann                              | 1976               |
| José Ernesto Romero                          | 1979               |
| Rubén Amorín                                 | 1980               |
| Carlos Cavagnaro                             | 1983               |
| Dragoslav Šekularac                          | 1984–1985          |
| Julio César Cortés                           | 1987               |
| Jorge Roldán                                 | 1988               |
| Rubén Amorín                                 | 1989–1990          |
| Haroldo Cordón                               | 1991               |
| Miguel Ángel Brindisi                        | 1992               |
| Rubén Amorín                                 | 1995               |
| Juan Ramón Verón                             | 1996               |
| Horacio Cordero                              | 1996               |
| Miguel Ángel Brindisi                        | 1997               |
| Carlos Bilardo Eduardo Luján Manera          | 1998               |
| Benjamín Monterroso                          | 1999               |
| Carlos Miloc                                 | 2000               |
| Julio César Cortés                           | 2000–2003          |
| Víctor Manuel Aguado                         | 2003               |
| Ramón Maradiaga                              | 2004–2005          |
| Hernán Darío Gómez                           | 2006–2008          |
| Ramón Maradiaga                              | 2008               |
| Benjamín Monterroso                          | 2008–2009          |
| Ever Hugo Almeida                            | 2010–2013          |
| Víctor Hugo Monzón                           | 2013               |
| Sergio Pardo (interino)                      | 2014               |
| Iván Sopegno                                 | 2014–2015          |
| Walter Claverí                               | 2016–2019          |
| Amarini Villatoro                            | 2019–2021          |
| Rafael Loredo (interino)                     | 2021               |
| Luis Fernando Tena                           | 2021–              |